# Hans Wiksell

Hans Wiksell, född 28 januari 1944 i Stockholm, är en svensk ingenjör, entreprenör och professor emeritus i klinisk tillämpning av elektromagnetiska och akustiska vågrörelser vid Karolinska Institutet

## Biografi

### Vattenvårdsteknik
Under tidigt 1970-tal inleddes arbete med nya mät- och reglermetoder för avloppsvattenrening, främst vid Stockholm Vattens fyra avloppsreningsverk. 1977 avslutade han avhandlingen Optiska och akustiska mätmetoders tillämpning inom VA-tekniken vid KTH. 1983 utnämndes han till docent i vattenvårdsteknik.

### Medicinsk teknik
En av de utvecklade metoderna användes även vid mätning i parenterala rena system och på 1980-talet inleddes arbetet med medicinsk teknik. Som ett av de första projekten utvecklade Hans Wiksell utrustning för behandling av hjärntumörer med hjälp av högfrekvensinducerad värme. Omfattande arbeten utfördes också med högintensivt fokuserat ultraljud (HIFU). Senare framtogs ett system för vävnadsselektiv ultraljudsresektion även kallat ultraljudsaspiration, det så kallade Sonocut systemet, som introducerades i kliniskt bruk 1986. Projektet övertogs senare av Integra Ltd. 
1985 började utvecklingen av en njurstenkross som arbetar med akustisk energi, så kallad extrakorporeal stötvågslitotripsi (ESVL). Lithocut systemet togs i kliniskt bruk 1989 och internationell distribution utfördes i samarbete med Gambro AB. 1991 slutfördes utvecklingen av utrustning för transuretral mikrovågsbehandling (TUMT) av benign prostatahyperplasi med kliniska introduktionen av ECP systemet. 
1996 utnämndes han till professor i klinisk tillämpning av elektromagnetiska och akustiska vågrörelse vid Karolinska Institutet. 2008 slutfördes utvecklingsarbetet av en förbättrad biopsinål samt utrustning för att standardisera biopsi proceduren
. Därefter koncentrerade sig Hans Wiksell på två projekt. Ett nytt biopsisystem som eliminerar risken för tumörcellspridning och där fjäderskott kan undvikas (Fourier projektet)samt en minimal-invasiv behandlingsmodalitet för bröstcancer (Preferential Radio Frequency Ablation).

### Entreprenörskap
Redan 1967 grundade Hans Wiksell Comair AB för att utföra konsultarbete inom elektronik. Senare framtog Comair nya system för styrning av vattenrening samt medicinteknisk utrustning. 2004 var Hans Wiksell grundare av NeoDynamics AB som idag driver projekt kring nya metoder av cancerbehandling och diagnostik. 2011 utnämndes NeoDynamics till en av Sveriges 20 mest innovativa företag av Svenska Institutet.

## Debatt om elektromagnetiska fält
Hans Wiksell har regelbundet medverkat i den så kallade tredje uppgiften i diskussionen om mobiltelefonistrålning där han anför fysikresonemang i den ibland emotionella debatten.

## Priser och utmärkelser
- Skapa diplom, Svenska Uppfinnareföreningen, 2005
- Stora uppfinnarpriset, Styrelsen för teknisk utveckling, 1989
- Sala-Tolu-Mibis pris, Föreningen för Vattenhygien, 1979